# Фонте
Фо̀нте (на италиански: Fonte) е община в Северна Италия, провинция Тревизо, регион Венето. Разположена е на 107 m надморска височина. Населението на общината е 6199 души (към 2011 г.).
Административен център на общината е градче Оне ди Фонте (Onè di Fonte).